# Carlos Slusher
Carlos "Charlie" Slusher (Belmopán, 28 de mayo de 1971) es un exfutbolista beliceño, que jugaba como guardameta. Ha sido parte de la Selección de fútbol de Belice.

## Selección nacional

### Goles
| # | Fecha               | Estadio                                     | Oponente  | Resultado | Competición |
| - | ------------------- | ------------------------------------------- | --------- | --------- | ----------- |
| 1 | 17 de abril de 2002 | Marion Jones Sports Complex, Belice, Belice | Nicaragua | 7–1       | Amistoso    |

## Palmarés
- Liga Premier de Belice: 2

1999, 2001,